# 草地

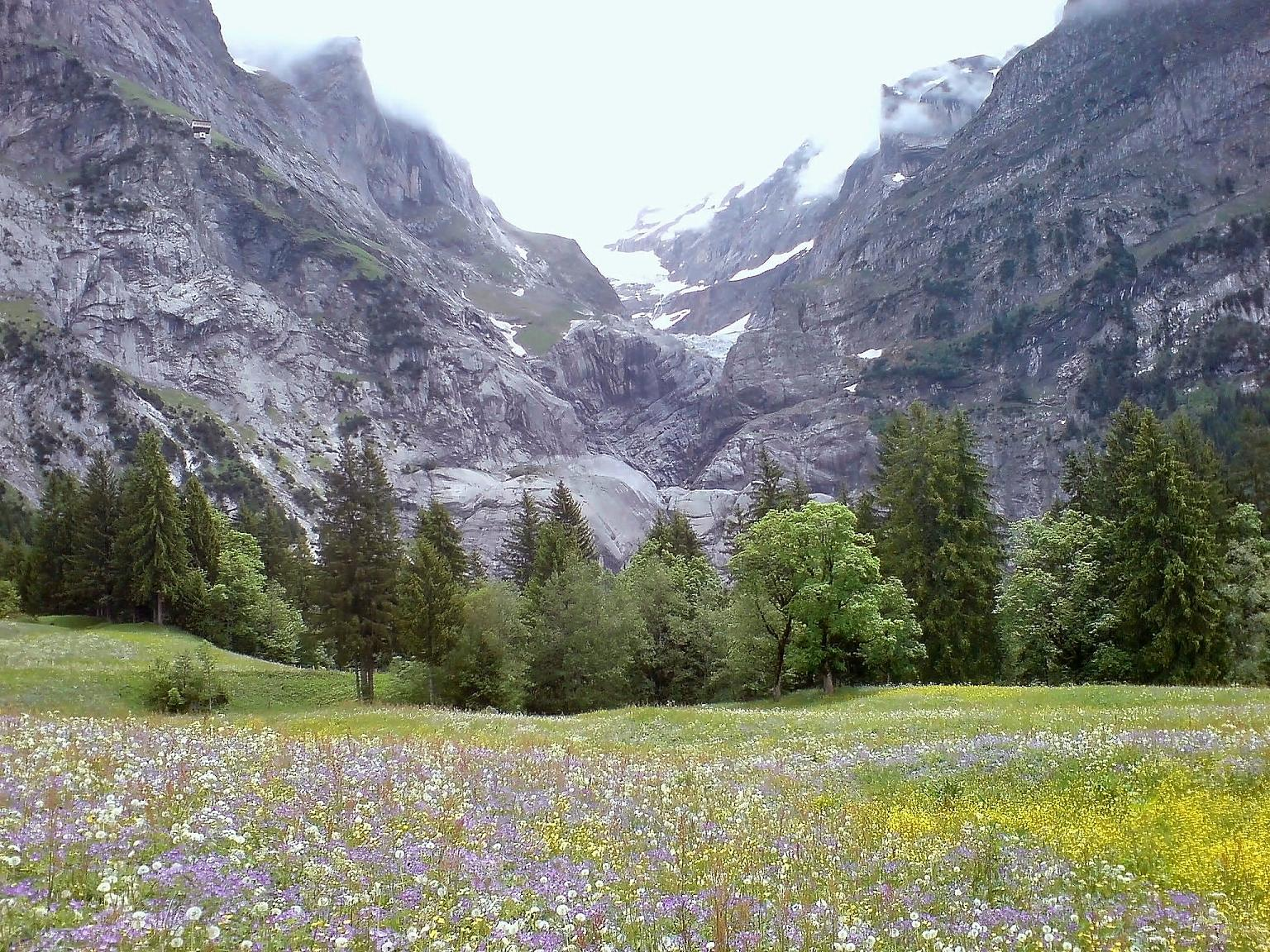
スイス・アルプス山中、グリンデルヴァルト近くの草地。

草地（くさち、そうち）は、おもに草など、木以外の植物が生えている土地。
日常的には草原がもっぱら大規模なもの、草地は比較的狭い範囲のものに用いる。学術的には草原の分類に用いられ、自然草地、半自然草地、人工草地に分けられる（これらは自然草原、半自然草原、人工草原ということもある）。草地の草類には自然草類と栽培草類がある

## 自然草地

### 遷移相としての草地
畑、牧草地、その他の農地、あるいは、他の何らかの理由でいったん切り開かれた土地も、耕作放棄されたり、放牧されなくなると、草が成長しすぎるようになり、植生の遷移相として草地が成立する。しかし、いったん草地が成立しても、その状態は長続きしない。やがて木本が見られるようになると、初期に草地へ進出した植物はその日陰になってしまい、勢いを失う。
ヨーロッパ人による植民以前の北アメリカでは、アルゴンキン語族(Algonquian)、イロコイ族、その他のアメリカ先住民たちは、定期的に森林の一部を切り開いて、遷移相としての草地を作り、餌を求めて鹿が集まるようにして、鹿狩りをした。各地に残る「ディアフィールド」(Deerfield)という地名は、先住民たちがかつてこうした狩りを通して土地管理(land management)を行っていた名残である。

### 恒久的な草地

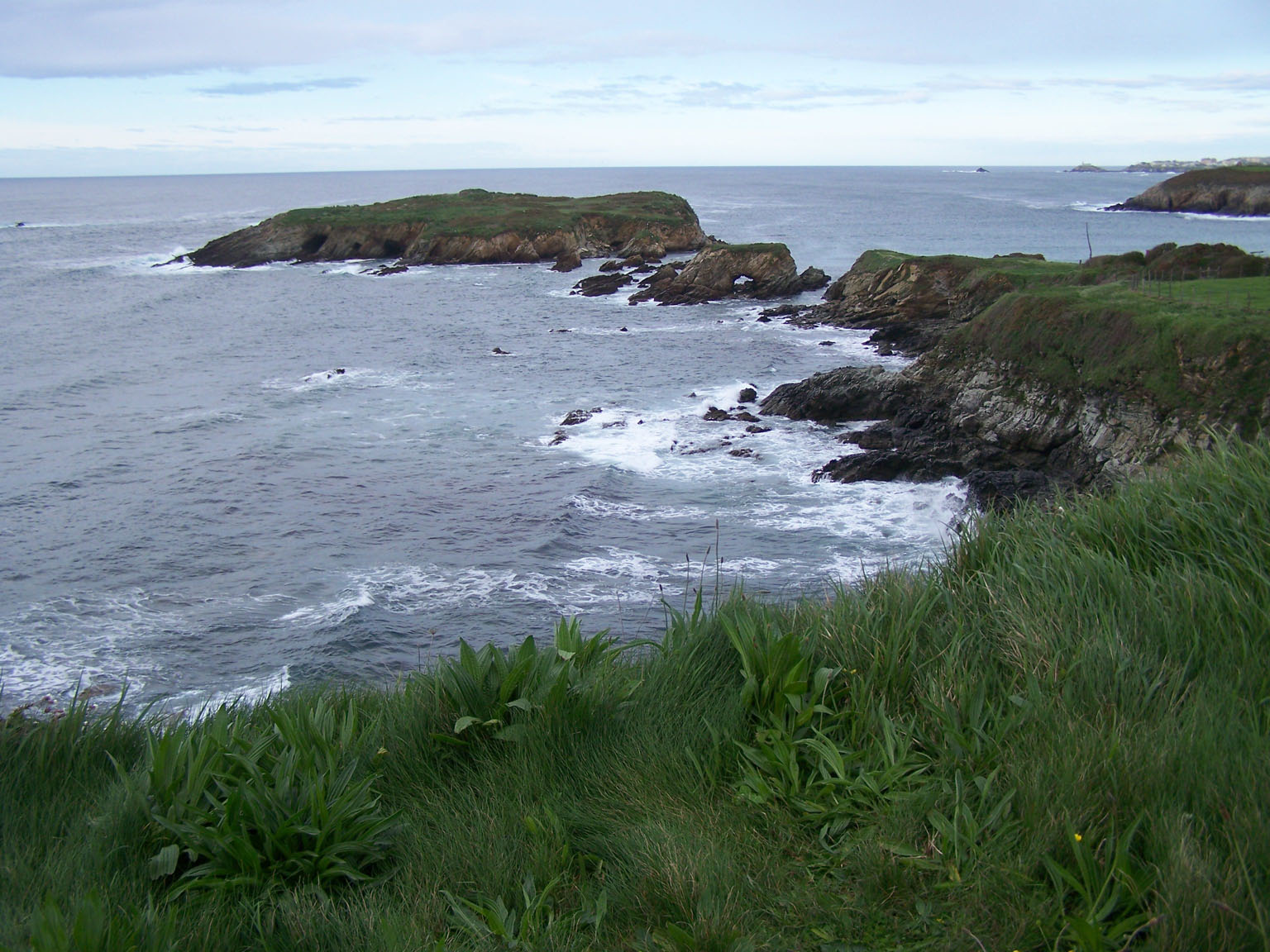
スペインのタピア・デ・カサリエゴ近くのビスケー湾に面した沿岸草地。

木本の成長が、環境要因によって制約されるような状況の下では、恒久的な草地が成立する。例えば、以下のような要因により、木が育たず、草地が維持されることがある。
- 高山ツンドラ(alpine tundra、alpine meadow) - 標高の高さ、厳しい気候条件。
- 沿岸草地、沿岸草原(Coastal meadows) - 海水のしぶきに含まれる塩分。
- 乾燥草地 - 降水が少ないため。
- プレーリー -  周期的に生じる深刻な旱魃と森林火災。
- 湿性草地(Wet meadow) - 湿地に準じ、一年中水に浸っている。

## 人工草地
人工草地とは人工的に草を栽培している土地（牧草畑）をいう。なお、採草、放牧、火入れなど緩やかな利用管理による保全・保護を必要とする草地を半自然草地という。

## 草地の利用
草地は利用上、牧草畑、採草永年牧草地、放牧永年牧草地、採草野草地、放牧野草地、採草・放牧山林（混牧林）などに分けられる。
利用上の分類では、草地を牧野、柴草地（燃料用）、萱場（屋根葺，俵製造用）に分け、このうち牧野を放牧地（家畜放牧用）と採草地に分ける分類もある。

### 英語圏における草地
イギリスなどでは干し草を刈り取ったり家畜を放牧するための農地をmeadowまたはmeadowlandという。meadowまたはmeadowlandは必ずしも囲いで区切られているとは限らない。また、pastureあるいはpasturelandは放牧地をいう。一方、柵や生け垣などで囲まれているtillage（耕地）やpasture（牧草地）のことをfield（フィールド）という。

### 日本における草地
日本の法律上は家畜の飼料・敷料の採草を目的とした狭義の草地を指す場合と、それに有機物材源としての採草地を加えた広義の草地を指す場合に分けられる。
- 牧野法：「牧野」とは、主として家畜の放牧又はその飼料若しくは敷料の採取の目的に供される土地（耕作の目的に供される土地を除く。）をいう（2条）。
- 酪農及び肉用牛生産の振興に関する法律（酪農振興法）：「草地」とは、主として家畜の放牧又はその飼料若しくは敷料の採取の目的に供される土地をいう（2条3項）。
- 農地法：「採草放牧地」とは、農地以外の土地で、主として耕作又は養畜の事業のための採草又は家畜の放牧の目的に供されるものをいう（2条）。

なお、放牧採草地は土地改良法第二条第一項に基づき農耕地として扱われる。
森林以外の日本の草地面積は、1960年時点で1206千haあったものが1990年には405千haと1/3へ激減した。これは草地を利用してきた農耕馬や牛、茅葺の減少、エネルギー革命の進展などが進んだ時期と重複する。

## 関連項目

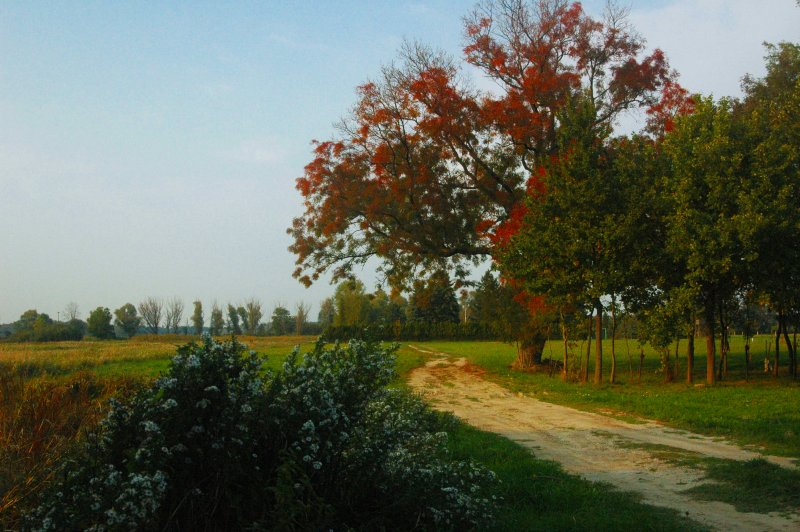
オーストリア、ホーエナウ・アン・デア・マルヒ近くの氾濫原の草地。

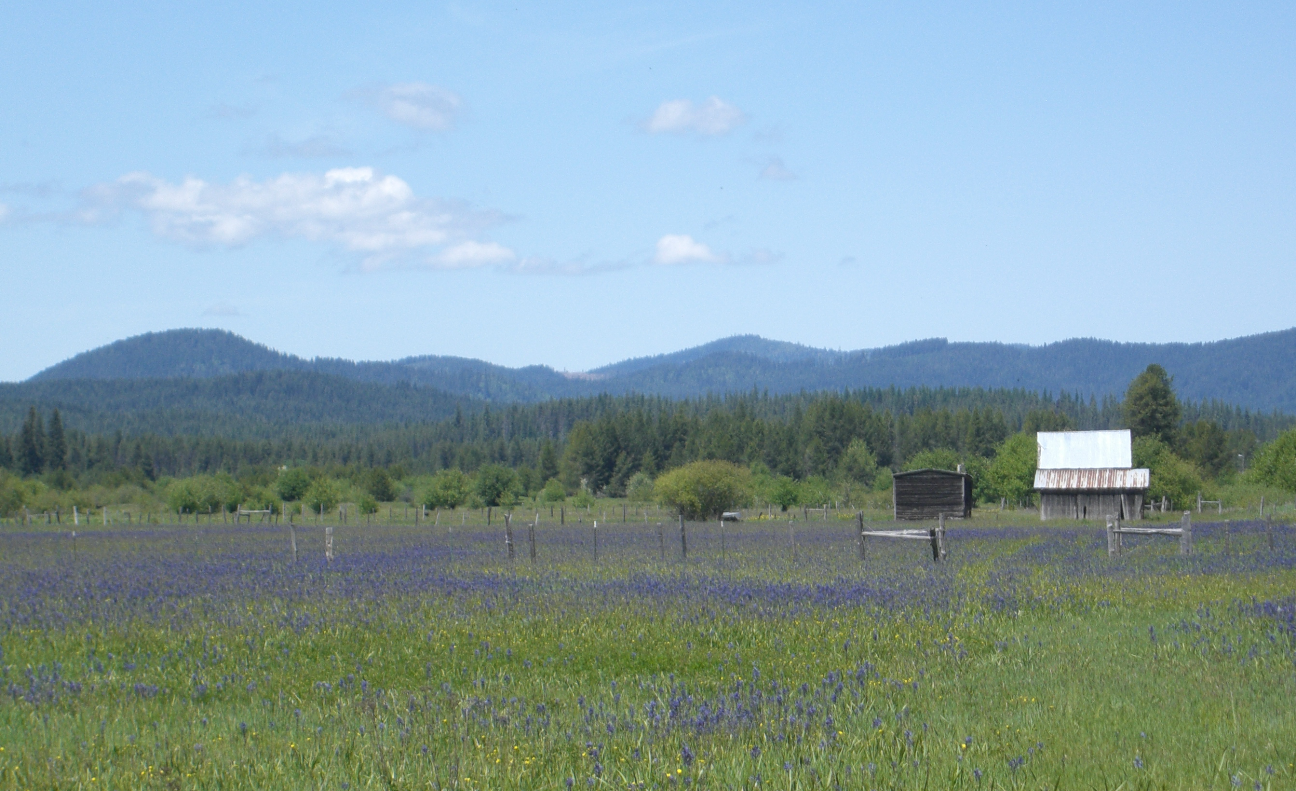
アイダホ州ボビル近くのカマッシアの草地。